# 민스미트 작전
민스미트 작전(영어: Operation Mincemeat)은 제2차 세계 대전 중 1943년에 영국군이 실행하여 매우 성공을 거둔 첩보 기만 작전이다. 나치 독일의 상층부에게 연합군의 침공 예정지는 그리스와 사르데냐를 계획하고 있다고 생각하게 만든 것으로, 실제 계획지가 시칠리아인 것을 은닉하는 데 성공했다.
이는 독일 측에 그들이 완전히 우연으로 연합군 측의 전쟁 계획에 관한 극비 서류를 입수했다고 믿게함으로 이루어졌다. 사실 극비서류는 이 작전을 위해 준비된 시체에 있던 것으로, 이 시체는 스페인 해안에 닿도록 고의로 투기된 것이었다.